# Kazimierz Makarczyk
Kazimierz Makarczyk (* 1. Januar 1901 in Warschau; † 27. Mai 1972 in Łódź) war ein polnischer Schachmeister. Er war Goldmedaillengewinner bei einer Schacholympiade.

## Leben
Makarczyk schloss ein Philosophiestudium an der Warschauer Universität ab. Bereits als Student nahm er gern am Schachleben Warschaus teil, nach dem Studium galt er als einer der führenden Warschauer Spieler. 1926 nahm er an der erstmals ausgetragenen Meisterschaft Polens teil. Er wurde Zehnter. Ein Jahr darauf feierte er einen großen Erfolg bei der nächstfolgenden polnischen Meisterschaft in Łódź, als er Dritter nach den Großmeistern Akiba Rubinstein und Savielly Tartakower wurde. Makarczyk nahm mit der polnischen Mannschaft an den Schacholympiaden 1928 in Den Haag, 1930 in Hamburg, 1931 in Prag, 1933 in Folkestone und 1935 in Warschau teil. Er gewann 1930 mit der Mannschaft (der außer ihm Akiba Rubinstein, Savielly Tartakower, Dawid Przepiórka und Paulino Frydman angehörten), erreichte 1931 den zweiten, 1928 und 1935 jeweils den dritten Platz. Er spielte insgesamt 68 Partien für Polen mit einem Resultat von 59,6 % (+25 =31 −12). 1936 war er Mitglied der polnischen Auswahl bei der inoffiziellen Schacholympiade in München, bei der Polen nach Ungarn Zweiter wurde.
Nach dem Zweiten Weltkrieg war Makarczyk einer der wenigen polnischen Schachmeister, die ihre Schachkarriere in der Heimat fortsetzten. 1947 wurde er mit Łódź polnischer Mannschaftsmeister.  In den Jahren 1946 bis 1954 nahm er an allen Einzelmeisterschaften Polens teil. 1948 errang er in Krakau den Landesmeistertitel, wobei er glänzenden Stil bewies und Stanisław Gawlikowski und Bogdan Śliwa hinter sich ließ. 1952 war er einer Wiederholung dieses Triumphs nahe, da er nach Ende des Turniers Platz eins mit Bogdan Śliwa teilte. Im anschließenden Stichkampf auf sechs Partien unterlag Makarczyk allerdings mit 2:4. Im gleichen Jahr erlitt er eine der herbsten Enttäuschungen seines Lebens, als er gemeinsam mit Stanisław Gawlikowski wegen politischer Unzuverlässigkeit aus der Olympiamannschaft, die 1952 in Helsinki antrat, ausgeschlossen wurde. Neben Kazimierz Plater wäre Makarczyk der zweite Internationale Meister in der Nationalmannschaft gewesen. Den Titel erhielt er 1950 von der FIDE. Die beiden linientreuen Ersatzspieler Andrzej Pytlakowski und Władysław Litmanowicz erzielten gemeinsam nur einen Punkt, indem sie je eine Partie remisierten und alle übrigen verloren.
Nach 1954 nahm Makarczyk immer seltener an Turnieren teil; er konzentrierte sich auf das Trainieren Jugendlicher. Auf Grund seiner hohen schachlichen Qualifikation und seiner reichen Erfahrung war er ein hochangesehener Trainer. Als Spieler bevorzugte er einen reifen Positionsstil.